# صومعه نشان مقدس
صومعه نشان مقدس (ارمنی: Սուրբ Նշան վանք; انگلیسی: Monastery of the Holy Sign) یک صومعه حواری ارمنی واقع در شهر سیواس ترکیه کنونی می‌باشد. ساخت و ساز این ساختمان سده ۱۰ام میلادی به پایان رسید. این بنا به سبک معماری ارمنی طراحی شده‌است.